# Incadendron esseri
Incadendron esseri er en stedsegrøn træart, der for første gang blev navngivet og videnskabelig beskrevet i 2017. Træet har en kort stamme og en bred krone. Barken er tynd. Hele planten udskiller latex ved såring. Bladene er spredtsillede, hele og stilkede med akselblade. Akselbladene er store og stængelomfattende, hele og slimdannende. De falder tidligt af. Bladoversiden er læderagtig, mørkegrøn og blank, mens undersiden er lysegrøn og hårløs. Langs bladranden findes op til 12 kirtler i aftagende størrelse fra den inderste del af bladet og udefter. De blomstrende kortskud er parvist stillede og bladbærende. Blomsterstandene er oprette aks, som sidder parvis og ugrenet modsat et blad. De støttes af akselbladagtige højblade. Der er en enkelt blomst med hunlige anlæg ved bunden af standen. Blomster med hanlige anlæg er først overhængende, men senere oprette og stilkede med 3 bægerblade og 3 støvdragere, mens kronblade mangler. Frugten er en aflang, ægformet og stilket spaltefrugt med 3 delfrugter. Skallen er tør, hårløs, tyk og træagtig. Delfrugterne er elliptiske og glatte.
Træet bliver op til 26 m højt med en stammediameter på over 50 cm

## Hjemsted
Incadendron esseri er hjemmehørende på de østvendte skråninger af Andesbjergenes hovedkæde i Peru og Ecuador, dvs. ind mod Amazonas. Her vokser arten i 1.800-2.400 m højde i tropiske tågeskove på granit- og skiferbund med et tykt lag af næringsfattigt, organisk materiale sammen med bl.a. Alzatea verticillata, Cyathea lechleri og Ilex villosula. Den højeste populationstæthed på 30 voksne individer per hektar er i 2000 meters højde over havet.